# Schaakvereniging De Waagtoren
De Alkmaarse schaakvereniging De Waagtoren is opgericht op 1 juli 2006 en is ontstaan uit een samenwerkingsverband tussen 3 Alkmaarse schaakverenigingen: VVV (Van Vijanden Vrienden), 0-0-0 (De Lange Rokade) en ASG (Het Alkmaarse Schaakgenootschap).

## Geschiedenis
Van Vijanden Vrienden had op het moment van samengaan net het 100-jarig jubileumfeest achter de rug. De club was opgericht 1 januari 1906. De Lange Rokade (0-0-0) was de vereniging met het meeste aantal leden en als vereniging toch ook ruim 30 jaar oud. ASG ten slotte, was een jongerenvereniging die opgericht is door een groep van 20 jeugdspelers in 1994.
In het seizoen 2023/24 debuteerde De Waagtoren in de Meesterklasse, het hoogste niveau van de KNSB-competitie. In dat seizoen kon het team slechts één wedstrijd winnen. In het seizoen 2024/25 speelt De Waagtoren daarom weer in de Eerste Klasse. 